# John Stewart of Darnley
Sir John Stewart of Darnley (französisch Jean Stuart de Derneley, * um 1380; † 12. Februar 1429 bei Rouvray-Sainte-Croix) war ein schottisch-französischer Adliger aus der Familie Stewart, Graf von Évreux und Herr von Aubigny und Concressault.

## Leben
Er war der ein Sohn des Sir Alexander Stewart († um 1404), Laird of Darnley in Renfrewshire. Im Mai 1404 erbte er die Ländereien seines Vaters in Renfrewshire und North Lanarkshire. Um 1418 wurde er in Schottland zum Ritter geschlagen.
Er war zusammen mit John Stewart, 3. Earl of Buchan, und Archibald Douglas, 4. Earl of Douglas, einer der Anführer der schottischen Expeditionsarmee, die im Oktober 1419 nach Frankreich reiste, um dort dem fortschreitenden englischen Eroberungsprozess im Hundertjährigen Krieg entgegenzuwirken. Im August 1420 war Stewart Konstabler der schottischen Armee in Frankreich und war 1421 maßgeblich am französisch-schottischen Sieg in der Schlacht von Baugé beteiligt, bei dem der englische Prinz und Heerführer Thomas of Lancaster, 1. Duke of Clarence getötet wurde und der englische Vormarsch an der Loire gestoppt wurde. Anfang 1423 gelang Stewart die Gefangennahme des englischen Lieutenants der Normandie John de la Pole, Anfang 1423. Am 31. Juli desselben Jahres geriet Stewart selbst in englische Gefangenschaft und verlor ein Auge bei der schweren französisch-schottischen Niederlage in der Schlacht von Cravant.

Wappen des Sir John Stewart of Darnley ab 1428

Der französische Dauphin, 1422 als Karl VII. König, belohnte Stewarts Leistungen, indem er ihn am 23. April 1421 mit der Seigneurie Concressault im Berry und am 26. März 1423 mit der Seigneurie Aubigny im Berry belehnte. Der König trug auch durch einen erheblichen finanziellen Beitrag und den Austausch eines prominenten Gefangenen dazu bei, das offensichtlich hohe Lösegeld zu decken, das Stewart nach Cravant für seine Freilassung zu zahlen hatte. Im Januar 1427 belehnte ihn Karl VII. auch mit der Grafschaft Évreux in der Normandie. Die dazugehörigen Territorien, insbesondere die Stadt Évreux, waren damals allerdings dauerhaft englisch besetzt war, so dass die Belehnung ihm hauptsächlich eine Standeserhebung in den Titularrang eines Grafen einbrachte. Am 4. Februar 1428 gewährte ihm Karl VII. das Privileg, das königliche Wappen (drei goldene Lilien auf blauem Grund) in sein Wappen aufzunehmen.
Im Auftrag von Karl VII. reiste er 1428 als Diplomat zusammen mit dem französischen Kanzler Regnault de Chartres, Erzbischof von Reims, nach Schottland zurück. Die Botschaft führte zur Erneuerung des französisch-schottischen Bündnisses und zur Einigung über die Heirat von Margarete, der Tochter Jakobs I., mit dem Dauphin, dem späteren Ludwig XI.
In der Stadt Orléans errichtete Stewart ein Kollegiatstift. Während er sich 1429 für die Verteidigung von Orléans engagierte, starb er am 12. Februar 1429 bei einem Zusammenstoß mit englischen Streitkräften in der Schlacht der Heringe. Ihm wurde die Ehre zuteil, in der Kathedrale von Orléans beigesetzt zu werden.

## Ehe und Nachkommen
Mit päpstlichem Dispens vom 23. September 1406 hatte er Lady Elizabeth of Lennox, Tochter des Duncan, 8. Earl of Lennox, geheiratet. Mit ihr hatte er drei Söhne:
- Sir Alan Stewart († 1439), Laird of Darnley, ⚭ Catherine Seton;
- Sir John Stewart († 1482), Seigneur d'Aubigny, ⚭  Beatrix d'Apchier;
- Alexander Stuart († nach 1439).